# 聖路易斯牛油蛋糕
聖路易斯牛油蛋糕（英語：Gooey butter cake）是來自美國密蘇里州聖路易斯的傳統蛋糕。主要成分有奶油、低筋麵粉、糖和蛋，厚度大約一吋，上面灑上糖粉。這種蛋糕甜蜜又濃郁，質地紮實，可以像布朗尼一樣切片。這種蛋糕通常是配咖啡吃的點心，並非正式的甜點蛋糕。主要分兩種：烘焙坊版本與另一種添加奶油起司版本。據說這種蛋糕起源於1930年代。
聖路易斯會議和遊客委員會的網站有一份聖路易斯牛油蛋糕食譜，稱它是聖路易斯常見的古怪食物。蛋糕底層是黃色蛋糕麵糊和奶油，上層則由蛋、奶油起司、和杏仁香料。上桌前灑上糖粉。蛋糕出爐後應在室溫或微溫的情況下儘快品嘗。
加奶油起司的版本比較接近原來的蛋糕，也更方便於在家中自製。在聖路易斯地區，幾乎所有的烘焙坊（包括當地連鎖超市）都是用另一種添加玉米糖漿、糖和蛋粉的食譜，而不會用蛋糕預拌粉或奶油起司。